# Yvonne Treviño
Yvonne Alejandra Treviño Hayek (* 8. März 1989 in Monterrey) ist eine ehemalige mexikanische Leichtathletin, die sich auf den Weitsprung spezialisiert hat.

## Sportliche Laufbahn
Erste internationale Erfahrungen sammelte Yvonne Treviño im Jahr 2010, als sie bei den U23-NACAC-Meisterschaften in Miramar mit 5,69 m den sechsten Platz im Weitsprung belegte. Im Jahr darauf gelangte sie bei den Panamerikanischen Spielen in Guadalajara mit 6,18 m auf Rang neun und 2013 belegte sie bei den Zentralamerika- und Karibikmeisterschaften (CAC) in Morelia mit 6,04 m den sechsten Platz. 2016 nahm sie an den Olympischen Sommerspielen in Rio de Janeiro teil und schied dort mit 6,16 m in der Qualifikationsrunde aus. 2019 beendete sie dann ihre aktive sportliche Karriere im Alter von 30 Jahren.
In den Jahren 2013 und 2016 wurde Treviño mexikanische Meisterin im Weitsprung.